# Tantilla lydia
Tantilla lydia — вид неотруйних змій родини полозових (Colubridae). Ендемік Гондурасу. Описаний у 2020 році.

## Етимологія
Вид названо на честь австралійської герпетологині доктора Лідії Елісон Фуцко (Dr. Lydia Allison Fucsko).

## Поширення і екологія
Tantilla lydia відомі з типової місцевості, розташованої у заповіднику Куеро-і-Саладо в муніципалітеті Ель-Порвенір у департаменті Атлантида на півночі країни, на висоті 7 м над рівнем моря. Вони живуть у прибережних тропічних лісах